# Ministeri d'Infraestructura, Transport i Comunicacions de Grècia
El Ministeri d'Infraestructura, Transport i Comunicacions (en grec: Υπουργείο Υποδομών, Μεταφορών και Δικτύων) és un ministeri del govern de Grècia amb seu al barri de Cholargos d'Atenes.
El ministeri és el successor de l'antic Ministeri de Transports i Comunicacions (Υπουργείο Μεταφορών και Επικοινωνιών), el sector d'Obres Públiques del Ministeri de Medi Ambient, Urbanisme i Obres Públiques se li va unir el 7 d'octubre de 2009.

## Llista dels Ministres de Transport i Comunicacions
| Nom                       | Entrada                | Sortida                | Partit                           |
| ------------------------- | ---------------------- | ---------------------- | -------------------------------- |
| Nikolaos Gelestathis      | 11 d'abril de 1990     | 3 de desembre de 1992  | Nova Democràcia                  |
| Theodoros Anagnostopoulos | 3 de desembre de 1992  | 13 d'octubre de 1993   | Nova Democràcia                  |
| Ioannis Charalambous      | 13 d'octubre de 1993   | 8 de juliol de 1994    | Moviment Socialista Panhel·lènic |
| Theodoros Pangalos        | 8 de juliol de 1994    | 15 de setembre de 1994 | Moviment Socialista Panhel·lènic |
| Athanasios Tsouras        | 15 de setembre de 1994 | 15 de setembre de 1995 | Moviment Socialista Panhel·lènic |
| Evànguelos Venizelos      | 15 de setembre de 1995 | 22 de gener de 1996    | Moviment Socialista Panhel·lènic |
| Haris Kastanidis          | 22 de gener de 1996    | 2 de setembre de 1997  | Moviment Socialista Panhel·lènic |
| Anastasios Mantelis       | 2 de setembre de 1997  | 13 d'abril de 2000     | Moviment Socialista Panhel·lènic |
| Christos Verelis          | 13 d'abril de 2000     | 10 de març de 2004     | Moviment Socialista Panhel·lènic |
| Michalis Liapis           | 10 de març de 2004     | 19 de setembre de 2007 | Nova Democràcia                  |
| Kostis Khatzidakis        | 19 de setembre de 2007 | 8 de gener de 2009     | Nova Democràcia                  |
| Evripidis Stylianidis     | 8 January 2009         | 7 October 2009         | Nova Democràcia                  |

## Llista dels Ministres d'Infraestructura, Transport i Comunicacions
| Name                   | Took Office            | Left Office            | Party                            |
| ---------------------- | ---------------------- | ---------------------- | -------------------------------- |
| Dimitris Reppas        | 7 d'octubre de 2009    | 17 de juny de 2011     | Moviment Socialista Panhel·lènic |
| Giannis Ragousis       | 17 de juny de 2011     | 11 de novembre de 2011 | Moviment Socialista Panhel·lènic |
| Makis Voridis          | 11 de novembre de 2011 | 17 de maig de 2012     | Nova Democràcia                  |
| Simos Simopoulos       | 17 de maig de 2012     | 20 de juny de 2012     | Independent                      |
|                        | 20 de juny de 2012     | 25 de juny de 2013     |                                  |
| Michalis Chrisochoidis | 25 de juny de 2013     | Titular                | Moviment Socialista Panhel·lènic |

## Agències subordinades
- Investigació d'accidents aeris i de la Junta de Seguretat Aèria[2]